# Perkowice
Perkowice es un pueblo ubicado en la gmina Biała Podlaska, distrito de Biała Podlaska, voivodato de Lublin, Polonia.

## Superficie
Cuenta con una superficie de 6,340 kilómetros cuadrados.

## Demografía
Hasta 2011 la población era de 239 habitantes, con una densidad de población de 37,70 habitantes por kilómetro cuadrado. Estaba conformada por 111 hombres (46,4%) y 128 mujeres (53,6%), según el censo de la Oficina Central de Estadística.